# Călin Teutișan
Călin Teutișan (n. 9 octombrie 1969, Lechința, județul Bistrița-Năsăud) este critic și istoric literar, profesor universitar român.

## Biografie
Fiul Anei (n. Pop) și al lui Teodor Teutișan, învățători. Absolvent al Liceului de Filologie-Istorie „Ady-Șincai” din Cluj (1988). Licențiat, în 1994, al Facultății de Litere a Universității „Babeș-Bolyai” din Cluj, secția română-engleză. În același an devine cercetător la Institutul de Lingvistică și Istorie Literară „Sextil Pușcariu” din Cluj, iar din 1997 asistent la Facultatea de Litere. În prezent este profesor universitar, șeful Catedrei de literatură română, teoria literaturii și etnologie de la aceeași facultate. Este director al Centrului de Cercetări Literare și Enciclopedice . A făcut parte din gruparea culturală „Direcția 9” (1992-1995). Bursier la Universitatea din Geneva (2001). Doctorat în filologie cu teza Temă și convenții. Poezia erotică românească (2005). Debutul absolut cu critică literară în revista „Tribuna” (1991). Publică studii și cronici literare în „Tribuna”, „Apostrof”, „Steaua”, „Viața românească”, „Contemporanul-Ideea europeană”, „Limbă și literatură”, „Synergies Roumanie”, „Studii literare”, „Vatra”, „Transylvanian Review”, „Altitudini”, „Discobolul”, „Mișcarea literară”, „Caietele Sextil Pușcariu” „Studia Universitatis Babeș-Bolyai. Seria Philologia”, precum și în diverse volume colective. Colaborează la proiectele academice Dicționarul cronologic al romanului românesc și Dicționarul general al literaturii române.

## Lucrări publicate

### Volume
- Fețele textului, Cluj-Napoca, Ed. Limes, 2002.[1]
- Eros și reprezentare. Convenții ale poeziei erotice românești, Pitești, Ed. Paralela 45, 2005.[2]
- Textul în oglindă. Reflexii ale imaginarului eminescian, Cluj-Napoca, Ed. „Biblioteca Apostrof”, 2006.
- Scenarii ale criticii. Protagoniști, metode, interpretări, Cluj-Napoca, Ed. Școala Ardeleană, 2021.

### Volume colective (coautor)
- Dicționar analitic de opere literare românești, coordonator Ion Pop, vol. I-IV (1998-2003); ed. definitivă, Cluj-Napoca, Casa Cărții de Știință, 2007.
- Dicționarul cronologic al romanului tradus în România de la origini până la 1989, București, Editura Academiei Române, 2005.
- Hortensia Papadat-Bengescu. Vocația și stilurile modernității. Vocation et styles de la modernité, Pitești, Ed. Paralela 45, 2007.
- Poetica dell’immaginario. Imago 2, coordonator Gisèle Vanhese, Arcavacata di Rende (Cosenza), Centro Editoriale e Librario dell’Università della Calabria, 2010.
- Spiritul critic la Liviu Petrescu, Cluj-Napoca, Ed. Limes, 2011.
- Ion Pop ‒ 70, Pitești, Ed. Paralela 45, 2011.
- Dicționarul cronologic al romanului românesc. 1990-2000, București, Editura Academiei Române, 2011.
- Dicționarul general al literaturii române, ediția a II-a revizuită, adăugită și adusă la zi, vol. I-VIII, București, Editura Muzeul Literaturii Române, 2016-2021.
- Dicționarul cronologic al romanului tradus în România. 1990‒2000, Cluj-Napoca, Institutul de Lingvistică și Istorie Literară „Sextil Pușcariu”, 2017.
- Immagine e Interpretazione. Quaderni del LARIR, Collana Immaginario e Retorica, Gisèle Vanhese, Annafrancesca Naccarato (ed.), vol. 1, Soveria Mannelli (Catanzaro), Rubbettino Editore, 2018.
- Echinox 50, editori Ion Pop, Călin Teutișan, Cluj-Napoca, Ed. Școala Ardeleană, 2018.
- Enciclopedia imaginariilor din România, coordonator general Corin Braga, vol. I, Imaginar literar, Iași, Polirom, 2020.
- La vie de l’esprit en Europe centrale et orientale depuis 1945. Dictionnaire encyclopédique, Chantal del Sol et Joanna Nowicki (eds.), Paris, Éditions du Cerf, 2021.
- Dicționarul cronologic al romanului românesc de la origini până în 2000, vol. I–II, ediție revizuită și adăugită, Cluj-Napoca, Presa Universitară Clujeană, 2023.

## Afilieri
- Membru al Uniunii Scriitorilor din România
- Membru al Asociației de Literatură Generală și Comparată din România (ALGCR)

## Premii
- Premiul I la Concursul național pentru eseu critic „Liviu Rebreanu”, Uniunea Scriitorilor din România, filiala Cluj (2002)
- Premiul pentru debut al Uniunii Scriitorilor din România, filiala Cluj (2002)
- Premiul „Ioana Em. Petrescu” al Uniunii Scriitorilor din România, filiala Cluj (2005)
- Premiul „Mircea Zaciu” al Uniunii Scriitorilor din România, filiala Cluj (2006)
- Premiul pentru critică literară al revistei „Mișcarea literară”, Bistrița (2012)
- Premiul „Mircea Zaciu” al Uniunii Scriitorilor din România, filiala Cluj (2021)
- Premiul pentru perspective teoretice și comparatiste asupra literaturii române, acordat de Asociația de Literatură Generală și Comparată din România (ALGCR) {2022)
- Premiul special al Saloanelor „Liviu Rebreanu” ‒ 40 (2022)